# 大塚包装工業
大塚包装工業株式会社（おおつかほうそうこうぎょう）は、徳島県鳴門市大津町木津野に本社を置く企業。

## 沿革
- 1912年（明治45年） - 長浜紙函店を創立[1]。
- 1954年（昭和29年） - 長浜紙器株式会社を設立[1]。
- 1978年（昭和53年） - 大塚包装工業株式会社に社名を変更[1]。

## 事業所
営業拠点
- 本社 - 徳島県鳴門市大津町木津野字東辰巳1番地
- 東京支店 - 東京都千代田区神田司町2-2大塚製薬神田第二ビル9F
- 名古屋営業所 - 愛知県名古屋市名東区小池町13-2
- 大阪支店 - 大阪府大阪市中央区大手通3丁目2-21大塚化学ビル3F
- 岡山営業所 - 岡山県岡山市北区下中野402-4大塚製薬ビル1F
- 広島営業所 - 広島県広島市西区楠木町1-14-31大塚製薬ビル6F
- 四国支店 - 徳島県鳴門市大津町木津野字東辰巳1番地
- 松山営業所 - 愛媛県松山市高岡町291-1大塚製薬工場ビル1F
- 福岡支店 - 福岡県福岡市博多区奈良屋町13-13大塚グループビル5F
- 佐賀営業所 - 佐賀県神埼市神埼町尾崎3122
- 熊本営業所 - 熊本県熊本市中央区辛島町3-20NBF熊本ビル8F

生産拠点
- 本社工場 - 徳島県鳴門市大津町木津野字東辰巳1番地
- 北島工場 - 徳島県板野郡北島町北村字鍋井2-4
- 佐賀工場 - 佐賀県神埼市神埼町尾崎3122